# Ernest Mercier
Ernest Mercier (* 24. Februar 1878 in Constantine (Algerien); † 11. Juli 1955 in Paris) war ein französischer Industrieller. Er war Vorstandsvorsitzender der Compagnie Française de Pétrole (CFP), dem Vorgängerunternehmen von Total.

## Leben
Nach seiner Geburt als drittes von fünf Kindern des Bürgermeisters von Constantine Ernest Mercier Senior in der damaligen französischen Kolonie Algerien wuchs Mercier zunächst dort auf. Dort besuchte er die École Polytechnique. Danach entschloss er sich eine Karriere in der französischen Französische Marine zu verfolgen. Seine Aufgabe dort bestand in der Modernisierung des elektrischen Systems des Hafens von Toulon. Von 1905 bis 1908 studiert er dann an der einer Universität für Elektronik. Er heiratet während dieser Zeit Madeleine Tassin.
Während des Ersten Weltkrieges wurde er im Kampf verwundet. Er kehrte daher nach Paris zurück und arbeitete dort als Verbindungsmann für Louis Loucheur, einen hohen Beamten des damaligen Kriegsministers Georges Clemenceau, zu den Generälen Ferdinand Foch und Philippe Pétain. Nach dem Krieg war er unter Loucheur zuständig für die Kontrolle der deutschen Fabriken.
Im Jahre 1919 war maßgeblich an der Gründung der Union d’électricité beteiligt. In dieser Zeit war er eine der Schlüsselfiguren der Energiewirtschaft in und um Paris. Er war an der Konstruktion mehrerer Kraftwerke beteiligt. Im Jahre 1923 wurde er von Raymond Poincaré mit der Restrukturierung der französischen Ölindustrie beauftragt. Er sollte ein großes staatliches Ölunternehmen aufbauen. Die CFP wurde 1924 gegründet.
Im Dezember 1925 gründete er unter der Schirmherrschaft von Foch die politische Bewegung Redressement Français. Das Ziel dieser Bewegung waren die Übernahme des von Henry Ford geprägten Industriemodells und die Modernisierung der politischen Institutionen. Nach mehreren Rückschlägen gab er die Bewegung 1935 auf. Nach Loucheurs Tod übernahm er dessen Platz im Französischen Pan-Europäischen Komitee.
Während des Zweiten Weltkriegs wurde Mercier gezwungen, die CFP zu verlassen. Nach seiner Scheidung heiratete er 1927 Marguerite Dreyfus, einer Nichte von Alfred Dreyfus. Dies führte zu antisemitischen Attacken gegen ihn. Seiner Deportation konnte er nur durch Zufall entkommen. Er beteiligte sich daraufhin in derselben Widerstandsbewegung wie Auguste Perret und André Siegfried.